# Peromyscus sitkensis
Peromyscus sitkensis é uma espécie de roedor da família Cricetidae.
Apenas pode ser encontrada nos Estados Unidos da América.